# شهرستان هچو
شهرستان هچو (به لاتین: Hequ County) یک منطقهٔ مسکونی در چین است که در شینجو واقع شده‌است.